# اتحاد جمعيات التجارة الدولية
تأسّس اتحاد جمعيّات التجارة الدوليّة  سنة 1984، مُتّخذاً مقرّاُ له في كلٍ من ريستون، بولاية فيرجينيا ونيويورك، بولاية نيويورك، في الولايات المتحدة . وهو يرعى التجارة الدوليّة من خلال تدعيم دور المؤسّسات في كلٍ من الولايات المُتحدة، والمكسيك وكندا.
ويُعتبر موقع FITA الإلكتروني للتجارة الدوليّة / بوابة الاستيراد والتصدير، أكبر مصدر معلومات وموارد مجانيّة للتجّار الدوليّين على الإنترنت. من بين الموارد، روابط لأكثر من 800 موقع مُختصّ بالتجارة العالميّة (من ضمنها أكثر من 400 موقع تجاري رائد)،ومن الموارد المفيدة حقاً لمحترفي التجارة الدولية نجد رسالة إخبارية تصدر كلّ أسبوعين وتضمّ نصائح حول مواقع ويب مفيدة فضلا عن مقالات حول التجارة العالميّة والأسواق ومزيد من المعلومات.
وقد وقّع كلٌ من مكتب الولايات المُتحدة للخدمات التجارية "United States Commercial Service",HKTDC  والشركة البريطانيّة للتجارة والاستثمار"  UK Trade & Investment (UKTI)" اتفاقيّات شراكة عامّة-خاصّة (PPP) مع FITA، تساهمان بموجبها في أبحاث السوق وغيرها من التقارير على موقع  وهناك اتفاقيّات مماثلة سارية المفعول مع NASBITE International، والمعهد الأوروبي للأعمال التجارية الدوليّة European" "International Business Academy وغيرها من المؤسّسات.

## تقرير عن التجارة الدولية
في حزيران/يونيو 2009، وقّع اتحاد جمعيّات التجارة الدوليّة اتفاقيّة شراكةً عامّة-خاصّة مع مكتب الولايات المُتحدة للخدمات التجارية United States Commercial Service، وهي أداة التسويق التابعة لـوزارة التجارة الأميركيّة (DoC)، مُوافقاً بذلك على نشر دراسات السوق التي تجريها وزارة التجارة الأميركيّة على موقع GlobalTrade.net كما وقّعت FITA اتفاقيّة شراكة عامّة-خاصّة أخرى مُماثلة، في آب/أغسطس 2010، مع الشركة البريطانيّة للتجارة والاستثمار"UK Trade & Investment".
ويُعتبر GlobalTrade.net خدمة لتقديم موارد للمعرفة حيث يقوم خبراء التجارة العالميّة بنشر مقالاتهم عليه؛ ثم يقوم فريق تحريرٍخاصّ بالتدقيق في المحتوى. ويحتوى الموقع على تحليلات خبراء في التجارة الدوليّة، واستطلاعات السوق، والنصائح، والتقارير الحكوميّة، وملفات بيانات الدول، ووجهات نظر الخبراء، والندوات على الإنترنت، والأخبار، وأفلام الفيديو التدريبيّة والعروض.

## موقع يقدم خدمة حول التجارة الدولية
يضمّ GlobalTrade.net، بالإضافة إلى نشر استطلاعات السوق وغيرها من المحتوى المتخصص، قاعدة بيانات مجانيّة لمزوّدي خدمات التجارة الدوليّة المُفيدة لكلٍ من المُصدّرين والمُستوردين. ويتضمّن موقع مُزوّدي خدمات التجارة العالميّة مُستشاري تسويق دوليّين وشركات تمويل تجاري ومصارف وشاحني بضائع وشركات مُراقبة الجودة ومحامين ومحاسبين ووسطاء جمارك، ومُدرّبين في مجال التجارة الدوليّة، ووكلاء تأمين للعمليّات الدوليّة. ويسمح موقع GlobalTrade.net لمُزوّدي خدمات التجارة الدوليّين بخلق ملفات بيانات شخصيّة، وتسهيل الاتصال بسوق التجارة العالمي؛ ويتمّ التدقيق في مُحتويات كل ما ينشره الخبراء ومُزوّدو خدمات التجارة الدوليّة. وقد تمّ إطلاق GlobalTrade.net بتاريخ 15 تشرين الثاني/نوفمبر 2010، وهو يضمّ 9000 مقالا منشورا، وقائمة بأسماء 4000 خبير ومُزوّد خدمات.[بحاجة لمصدر]
يستخدم الاختصاصيّون هذا الموقع للحصول على معلومات ولإيجاد مُزوّدي خدمات تجاريّة دوليّين لعمليّاتهم التجاريّة الدوليّة. وتُعتبر كلٌ من الصين، والولايات المتحدة،والهند،  و المملكة المتحدة  و سنغافورة أكثر البلدان رواجا حاليّاً. وتتضمّن فئات مُزوّدي الخدمات، مؤسّسات الدعم القانوني والتجاري، النقل واللوجستيّة، الضرائب والمُحاسبة، التسويق والاتصالات، المبيعات والتوزيع وخدمات السفر. وقد وقّعت FITA أيضاً اتفاقيّة شراكة مع 3 من أكبر أسواق التعاملات التجارية فيما بين المؤسسات التجارية: Alibaba.com، Kompass وThomasnet: وهي تحتل المراتب الأولى، والثالثة عشر والثامنة عشر عالميّاً، على التوالي، وفقاً لترتيب bridgat.com (تشرين الثاني/نوفمبر 2010).